# Dmytro Hrabovskyj
Dmytro Hrabovskyj (født 30. september 1985, død 23. januar 2017) var en ukrainsk professionel cykelrytter. Han cyklede indtil sit karrierestop i 2011 for cykelholdet ISD-Lampre.
I 2005 blev han U23-verdensmester i landevejsløb.